# Yelm (Washington)
Yelm je grad u američkoj saveznoj državi Washington. Prema popisu stanovništva iz 2010. u njemu je živjelo 6.848 stanovnika.